# ジャッジ (ゲーム&ウオッチ)
『ジャッジ』(JUDGE)は、かつて任天堂が製造・販売していた携帯型液晶ゲーム機「ゲーム&ウオッチ」シリーズの第5作。発売日は1980年10月4日。前期版と後期版があり、前期版の型番はIP-05、後期版の型番はIP-15。メーカー希望小売価格は5800円。

## 内容

### ゲーム内容
左右に配置されている2人のキャラクターが数字の書かれたカードを同時に掲げ、数字が大きい方は相手をハンマーで叩き、数字が小さい方は相手からの攻撃を避ける。
数ある「ゲーム&ウオッチ」シリーズの中では珍しく、2人でプレイすることが出来る。GAME Aでは1人プレイ、GAME Bは2人プレイとなっている。正しく相手を叩けば3点加算され、正しく避ければ2点加算される。間違って叩いたり、避けたりすると相手に2点加算される。最高得点は99点で、どちらかのプレイヤーが99点に達するとゲーム終了となる。

### 前期版と後期版

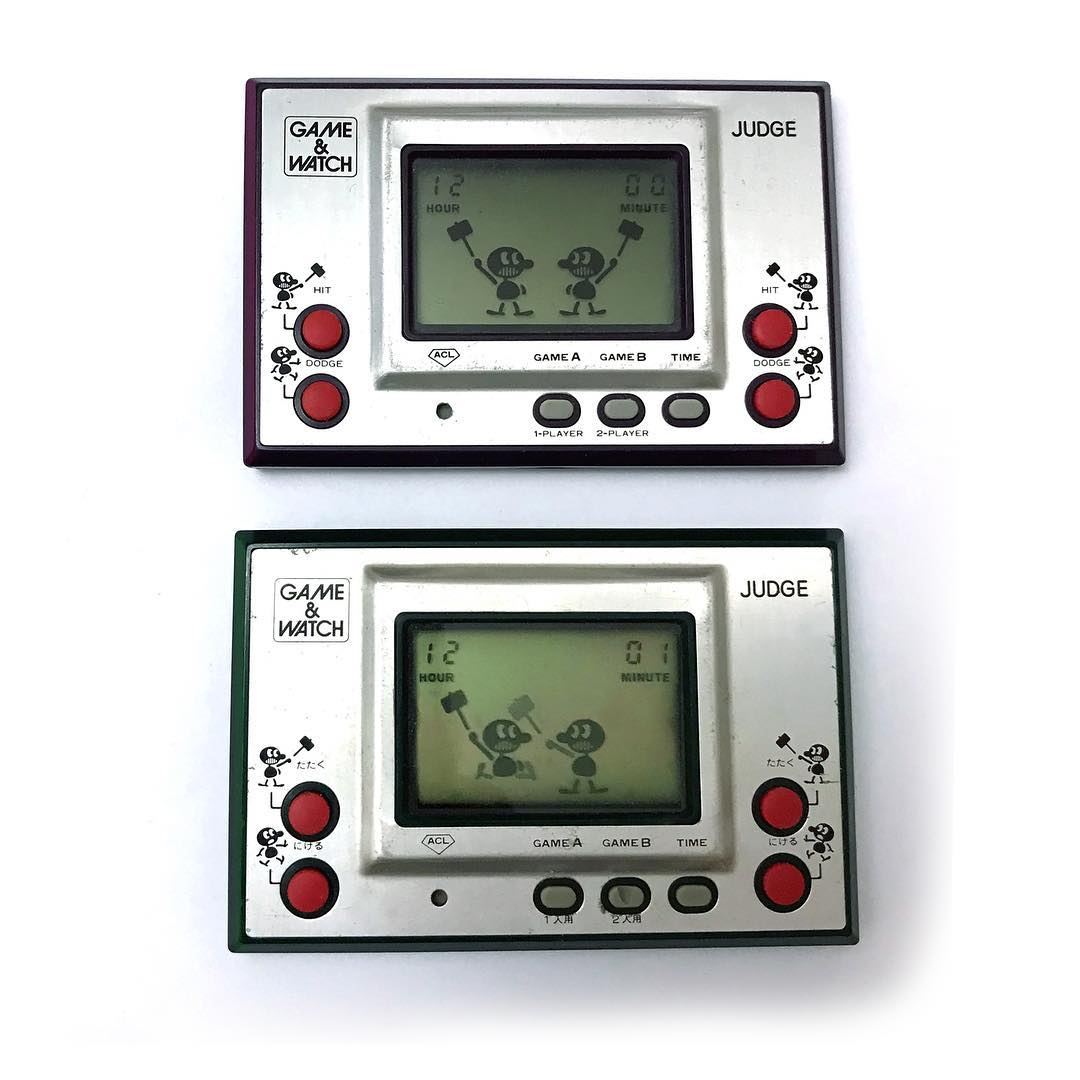
写真上が後期版(紫)、写真下が前期版(緑)

本作には前期版と後期版があり、前期版の本体カラーはモスグリーン、後期版の本体カラーはダークパープルとなっている。
尚、前期版のGAME B(2人プレイ)では左側のキャラクターが間違えて相手の攻撃を避けたときに、本来ならば相手に2点加算されるはずが、1点しか加算されないという問題があり、その得点上のミスが後期版で修正されている。